# Weiler-Simmerberg
Weiler-Simmerberg er en købstad (markt) i Landkreis Lindau, i regierungsbezirk Schwaben, i den tyske delstat Bayern.

## Geografi
Weiler-Simmerberg ligger i Westallgäu og grænser op til Region Bregenzerwald i den østrigske delstat Vorarlberg.

### Inddeling
Kommunen er inddelt i områderne (Ortsbereich) Ellhofen, Simmerberg og Weiler im Allgäu. I området Weiler im Allgäu ligger landsbyerne og bebyggelserne:
| - Altenburg - Au - Bremenried - Buchenbühl - Dressen - Eyenbach - Hagelstein - Kapfreute - Krähnberg - Lachershof | - Oberscheiben - Obertrogen - Riegen - Ruppenmanklitz - Salmers - Schreckenmanklitz - Siebers - Tobel - Untertrogen - Weißen. |

| I området Simmerberg ligger landsbyerne og bebyggelserne: - Buch - Hasenried - Nagelshub - Unterberg | I området Ellhofen ligger landsbyerne og bebyggelserne: - Blättla - Burg - Gunta - Moos |

## Historie
Kommunen fejrede i 2005 at det var 1111 år siden den blev nævnt første gang.
Weiler-Simmerberg hørte før 1805 til det østrigske herskab Bregenz-Hohenegg. Efter Freden i Pressburg (1805) blev kommunen en del af Bayern. Den nuværende kommune blev dannet i 1818. Det traditionsrige bryggeri Post Brauerei Weiler kan føre sin historie tilbage til 1650.